# Miles Peregrine
El Miles M.8 Peregrine fue un monoplano de transporte ligero bimotor británico de los años 30, diseñado por Miles Aircraft Limited.

## Diseño y desarrollo
El M.8 Peregrine fue el primer avión bimotor desarrollado por Miles Aircraft. Era un monoplano de ala baja con tren de aterrizaje de rueda de cola retráctil. Propulsado por dos De Havilland Gipsy Six II de 205 hp, poseía acomodación para dos tripulantes y seis pasajeros. El prototipo fue construido en Woodley y voló por primera vez allí el 12 de septiembre de 1936. Se inscribió en la Carrera Schlesinger entre Inglaterra y Johannesburgo, pero no estuvo preparado a tiempo y había sido desmantelado a finales de 1937. El avión se comportó bien, pero debido a que la fábrica de Woodley ya estaba inmersa en la construcción del entrenador militar Miles Magister, el modelo no entró en producción. Se construyó otro ejemplar con motores Menasco Buccaneer B6S de 216 kW (290 hp) para el Royal Aircraft Establishment.

## Historia operacional
Un avión fue entregado al Royal Aircraft Establishment, con matrícula L6346, para realizar pruebas de la capa límite, y usarlo como laboratorio volante.

## Operadores
Reino Unido
- Royal Aircraft Establishment

## Especificaciones (M.8, prototipo)
Referencia datos: British Civil Aircraft 1919-1972:Volume III 

### Características generales
- Tripulación: Dos
- Capacidad: Seis pasajeros
- Longitud: 9,6 m (31,4 ft)
- Envergadura: 14 m (46 ft)
- Peso vacío: 1363 kg (3004,1 lb)
- Peso cargado: 2360 kg (5201,4 lb)
- Planta motriz: 2× motor lineal invertido de 6 cilindros refrigerado por aire De Havilland Gipsy Six Series II.
  - Potencia: 153 kW (211 HP; 208 CV) cada uno.
- Hélices: Bipala de paso variable de dos posiciones

### Rendimiento
- Velocidad máxima operativa (Vno): 303 km/h (188 MPH; 164 kt)
- Velocidad crucero (Vc): 264 km/h (164 MPH; 143 kt)

## Aeronaves relacionadas

### Secuencias de designación
- Secuencia M._ (interna de Miles): ← M.5 - M.6 - M.7 - M.8 - M.9 - M.9A - M.11 →